# Machaeropteris truculenta
Machaeropteris truculenta är en fjärilsart som beskrevs av Edward Meyrick 1916. Machaeropteris truculenta ingår i släktet Machaeropteris och familjen äkta malar.
Artens utbredningsområde är Sri Lanka. Inga underarter finns listade i Catalogue of Life.